# Korttajärvi
Korttajärvi är en sjö i kommunen Jyväskylä i landskapet Mellersta Finland i Finland. Arean är 44 hektar och strandlinjen är 4,5 kilometer lång. Sjön  ingår i Kymmene älvs huvudavrinningsområde.   Den ligger nära Jyväskylä och omkring 240 kilometer norr om Helsingfors. 